# Treo tích cực
Treo tích cực, hay còn gọi là treo thích ứng, là một công nghệ ô tô, nó điều khiển sự chuyển động thẳng đứng của bánh xe thông qua hệ thống vi mạch, thay vì chuyển động của bánh xe được xác định hoàn toàn bởi mặt đường. Do đó hệ thống này hầu như loại bỏ được vấn đề nghiêng ngang, sự chúi đầu hay đuôi xe trong những trường hợp xe vào cua, phanh hoặc tăng tốc.
Công nghệ này giúp chiếc xe đạt được tính êm dịu và tính năng lái cao hơn, bằng cách giữ cho bánh xe vuông góc với mặt đường khi vào cua, nhờ đó tăng thêm độ bám và sự điều khiển xe.
Vi mạch điều khiển sẽ phát hiện chuyển động của thân xe từ các cảm biến gắn trên xe và dùng các dữ liệu được tính toán bởi thuật toán điều khiển, từ đó sẽ điều khiển hoạt động của hệ thống treo.
Hệ thống treo tích cực có thể được chia làm hai nhóm chính: hệ thống treo tích cực hoàn toàn và hệ thống treo bán tích cực.

## Treo tích cực
Hệ thống treo tích cực sử dụng các bộ chấp hành riêng biệt để tạo ra các lực đến từng bộ phận đàn hồi một cách độc lập ở mỗi bánh xe để cải thiện tính năng vận hành. Nhược điểm của thiết kế này là chi phí cao, làm tăng thêm sự phức tạp cũng như tăng khối lượng cho toàn hệ thống, và phải bảo dưỡng khá thường xuyên và sửa chữa khi cần phải cài đặt. Việc bảo dưỡng cũng là một vấn đề, vì chỉ có các đại lý ủy quyền của hãng mới có dụng cụ và kĩ thuật viên đủ khả năng sửa chữa cũng như chẩn đoán hư hỏng một cách chính xác.
Hệ thống Active Wheel của hãng Citroen tích hợp một mô tơ điều khiển hệ thống treo trong bánh xe, nhờ đó kiểm soát sự phân phối mô-men xoắn, lực kéo, lực quay vòng, độ nghiêng ngang thùng xe, độ chúi đầu hay đuôi xe, lực giảm chấn cho chính bánh xe đó, và mô tơ này được đặt bên cạnh một mô tơ cung cấp lực kéo đặt trong bánh xe.

### Dẫn động thủy lực
Hệ thống treo thủy lực được điều khiển bằng một cơ cấu servo thủy lực. Các áp lực thủy lực cho servo được cung cấp bởi một bơm thủy lực áp suất cao dùng các piston hướng kính. Các cảm biến liên tục giám sát độ dịch chuyển của thân xe và chế độ lái, để từ đó liên tục cung cấp dữ kiện cho máy tính.
Sau khi máy tính nhận và xử lý dữ liệu, nó tác động đến các servo thủy lực (được gắn bên cạnh mỗi bánh xe). Gần như ngay lập tức, hệ thống treo được điều chỉnh bởi servo để tạo ra các lực chống lại sự nghiêng ngang của thân xe, sự chúi đầu hay chúi đuôi trong các chế độ lái xe khác nhau.
Trong thực tế, hệ thống này luôn kết hợp chức năng tự động điều chỉnh độ cứng của bộ phận đàn hồi và chức năng điều chỉnh độ cao gầm xe, và các phiên bản sau này, nó liên quan với tốc độ xe trong mục đích cải thiện tính năng khí động học, ví dụ như làm giảm độ cao gầm xe khi chạy ở tốc độ cao.
Colin Chapman - nhà phát minh và kỹ sư ô tô, cũng là người sáng lập hãng xe Lotus và đội đua công thức một Lotus – đã đưa ra những khái niệm ban đầu về một hệ thống treo thủy lực được điều khiển bởi máy tính vào những năm 1980, với mục đích cải thiện vấn đề vào cua trong đua xe. Lotus cũng đã phát triển một phiên bản của mẫu xe Excel 1985 với một hệ thống treo tích cực được điều khiển bởi điện tử - thủy lực, nhưng nó chưa bao giờ được giới thiệu ra thị trường.
Hệ thống treo chủ động điều khiển bởi máy tính (CATS) đã tạo ra sự cân bằng tốt nhất có thể giữa tính êm dịu và tính năng lái bằng cách phân tích các điều kiện vận hành và đưa ra 3000 sự điều chỉnh trong mỗi giây để điều chỉnh đặc tính của hệ thống treo thông qua bộ giảm chấn điều khiển điện tử.

### Thu hồi điện từ
Loại này sử dụng một mô tơ gắn liền với từng bánh xe độc lập, giúp tạo ra các phản ứng cực kỳ nhanh chóng và tái sinh năng lượng thông qua việc tận dụng các mô tơ như máy phát điện. Thiết kế này gần như đã khắc phục được các nhược điểm của hệ thống thủy lực là thời gian đáp ứng chậm và tiêu thụ năng lượng cao. Ưu điểm này chỉ mới được công nhận trong thời gian gần đây từ sự kiểm chứng của một mẫu xe concept của công ty Bose, người sáng lập ra công ty này đã phát triển hệ thống treo mới lạ này trong nhiều năm từ khi ông là một giáo sư ở trường Đại học MIT. Hệ thống treo tích cực điều khiển bằng điện tử (ECASS) đã được cấp bằng sáng chế bởi Đại học Trung tâm Texas cho ngành Cơ điện tử trong những năm 1990 và đã được phát triển bởi hệ thống điện tử L-3 sử dụng trên các xe quân sự. Các xe HMMWV (Humvee) được trang bị ECASS đã thể hiện sự vượt trội về đặc tính kĩ thuật trong tất cả các đánh giá đặc tính về sự tác động của giảm chấn đến người lái, đến sự ổn định của xe và tính năng lái.

## Treo bán tích cực
Hệ thống bán chủ động chỉ có thể thay đổi độ nhớt của bộ giảm chấn, và không làm tăng độ cứng cho bộ phận đàn hồi. Mặc dù bị hạn chế trong việc can thiệp vào hệ thống treo, nhưng hệ thống treo bán chủ động tốn kém ít chi phí và tiêu thụ năng lượng ít. Trong thời gian gần đây, nghiên cứu về hệ thống treo bán chủ động được liên tục phát triển để tạo ra hiệu quả cao nhất, thu hẹp khoảng cách giữa các hệ thống treo bán chủ động và hoàn toàn chủ động.

### Dẫn động bằng van điện từ (solenoid)
Loại này là loại cơ bản nhất của hệ thống treo bán chủ động và có giá thành thấp nhất. Chúng bao gồm một van điện từ làm thay đổi lưu lượng của dòng nhớt bên trong giảm chấn, do đó thay đổi độ giảm chấn của hệ thống treo. Các van điện từ được nối với máy tính, tại đó sẽ được gửi đi các lệnh phụ thuộc vào thuật toán điều khiển (thường được gọi là kỹ thuật "Sky-Hook"). Hệ thống này được sử dụng trong hệ thống treo Computer Command Ride (CCR) của xe Cadillac.

### Bộ giảm chấn dùng lưu chất biến từ
Một phương pháp khác được phát triển gần đây là dùng một bộ giảm chấn có chứa chất lưu biến từ, trong hệ thống mang tên Magne Ride. Nó được phát triển đầu tiên bởi Tập đoàn Delphi, dành cho xe GM và là tiêu chuẩn, như nhiều công nghệ mới khác, cho xe Cadillac Seville STS (từ model 2002), và trên một số mẫu xe khác của GM từ năm 2003. Đây là một nâng cấp cho hệ thống bán chủ động được sử dụng trong các loại xe cao cấp của GM trong nhiều thập kỷ, và nó cho phép kết hợp được với các máy tính hiện đại vì tốc độ xử lý nhanh chóng, có thể thay đổi độ cứng của hệ thống treo một cách độc lập cho từng bánh xe trên mỗi inch đường bộ trên đường cao tốc. Hệ thống này ngày càng được dùng nhiều ở Mỹ và đã được cho thuê với một số thương hiệu nước ngoài, chủ yếu ở nhiều loại xe đắt tiền.
Trong hệ thống đã được phát triển trong vòng 25 năm này, dòng chất lỏng giảm chấn được chứa các hạt kim loại (vì vậy gọi là lưu chất biến từ). Thông qua các máy tính, đặc tính của giảm chấn được điều khiển bởi một nam châm điện. Về cơ bản, việc tăng lưu lượng lưu chất vào giảm chấn sẽ làm tăng độ nén / phục hồi của lò xo, và việc giảm lưu lượng sẽ làm giảm hiệu quả hoạt động của giảm chấn.Thông tin từ các cảm biến bánh xe (cảm biến về độ co giãn của lò xo), cảm biến vô lăng, cảm biến gia tốc và một số cảm biến khác sẽ được sử dụng để tính toán độ cứng tối ưu. Phản ứng nhanh chóng của toàn hệ thống cho phép, ví dụ như, có thể làm một bánh xe di chuyển một cách nhẹ nhàng êm ái qua một ổ gà hoặc một tảng đá trên đường.